# Eve Marder
Eve Marder, née le 30 mai 1948, est une neurobiologiste américaine. 

## Biographie
Après une licence de biologie en 1969 à l'université Brandeis, elle achève son doctorat en 1975 à l'université de Californie à San Diego sur le rôle de l'acétylcholine dans le système nerveux stomatogastrique du homard. Les résultats de ses recherches doctorales ont été publiés dans la revue Nature en 1974. Elle effectue ses recherches post-doctorales à l'université d'Oregon et à l'École normale supérieure de Paris. Elle dirige ses recherches et enseigne à l'université Brandeis depuis 1978 et participe au projet Brain Activity Map Project. Elle est membre de Académie nationale des sciences depuis 2007 et a reçu le prix Kavli en neurosciences en 2016 avec Carla J. Shatz et Michael Merzenich pour la découverte des mécanismes qui permettent la neuromodulation des réseaux neuronaux.
Elle reçoit le titre de docteur honoris causa de l'université de Liège en 2023.